# New York Academy
New York Academy (High Strung) è un film del 2016 diretto da Michael Damian.

## Trama
Ruby è una ballerina classica che ottiene una borsa di studio per un Conservatorio delle arti di Manhattan. Nella metropolitana di New York incontra Johnnie, giovane violinista inglese nervoso e lunatico. Mentre lo guardano suonare, due gruppi di ballerini hip hop iniziano a ballare e Ruby viene spinta e cade a terra. Johnnie si distrae per aiutarla e viene derubato del suo violino e dei soldi che ha guadagnato.
Ruby cerca di aiutarlo prendendo un violino in prestito dal Conservatorio, ma il ragazzo le dice che non vuole la sua carità e sembra accusarla di essere una ricca snob perché frequenta il Conservatorio. Ruby scopre che il ragazzo risiede illegalmente negli Stati Uniti e per questo motivo non ha denunciato il furto alla polizia nonostante tenesse moltissimo al violino che gli era stato regalato dal nonno.
Per salvare la borsa di studio che Ruby rischia di perdere e per permettere a Johnnie di acquistare un visto ed evitare di essere espulso dagli Stati Uniti, i due ragazzi decidono di partecipare ad una competizione nella quale un ballerino potrà esibirsi con un musicista d'archi e che assegnerà al vincitore una borsa di studio ed un premio in denaro.

## Produzione
Keenan Kampa, ballerina professionista, è stata scelta fin da subito per il ruolo di Ruby, ma quando Michael e Janeen Damian la contattarono e le chiesero se avesse qualche interesse per la recitazione, si stava riprendendo in ospedale da un intervento chirurgico all'anca. Ha dovuto fare tre sessioni di riabilitazione al giorno per tornare in forma.
Tutte le scene della metropolitana sono girate a Bucarest, dove i vecchi treni corrono pieni di graffiti.

## Distribuzione
Il film è stato presentato in anteprima il 6 febbraio 2016 al Santa Barbara International Film Festival. Venne distribuito nelle sale cinematografiche statunitensi dall'8 aprile 2016 dalla Paladin.
Il film è stato distribuito nelle sale cinematografiche italiane a partire dal 18 agosto 2016 dalla Eagle Pictures.

## Accoglienza

### Botteghini
Nei soli Stati Uniti il film ha incassato 53.447 dollari. Complessivamente in tutto il mondo ha incassato 2.093.725 dollari.

## Sequel
Un sequel, New York Academy - Freedance, venne realizzato nel 2018 e distribuito su Netflix il 31 maggio 2020. Jane Seymour è l'unico membro del cast originale a comparire nel sequel.